# Epitonium dallianum
Epitonium dallianum är en snäckart som först beskrevs av Addison Emery Verrill och S. Smith 1880.  Epitonium dallianum ingår i släktet Epitonium och familjen vindeltrappsnäckor. Inga underarter finns listade i Catalogue of Life.